# 恒春蒲桃
，为桃金娘科蒲桃属的植物，为台灣的特有植物，於1912年被早田文藏、佐佐木舜一在排灣族高士佛社（今牡丹鄉高士部落）發現。分布于台灣恆春半島，目前尚未由人工引种栽培。